# Heterocladium pilicuspis
Heterocladium pilicuspis är en bladmossart som beskrevs av Brotherus och Iishiba 1929. Heterocladium pilicuspis ingår i släktet trasselmossor, och familjen Thuidiaceae. Inga underarter finns listade i Catalogue of Life.